# Unterseeboot 1064
L'Unterseeboot 1064 ou U-1064 est un sous-marin allemand (U-Boot) de type VIIC/41 utilisé par la Kriegsmarine pendant la Seconde Guerre mondiale.
Le sous-marin est commandé le 14 octobre 1941 à Hambourg (Blohm + Voss), sa quille posée le 23 septembre 1943, il est lancé le 22 juin 1944 et mis en service le 29 juillet 1944, sous le commandement du Korvettenkapitän Karl-Hermann Schneidewind.
Il capitule à Trondheim en mai 1945.
Transféré dans la Royal Navy puis dans la Marine soviétique en décembre 1945, il est renommé N-24 et demeure en service jusqu'en 1957.

## Conception
Unterseeboot type VII, l'U-1064 avait un déplacement de 759 tonnes en surface et 860 tonnes en plongée. Il avait une longueur hors-tout de 67,20 m, un maître-bau de 6,20 m, une hauteur de 9,60 m et un tirant d'eau de 4,74 m. Le sous-marin était propulsé par deux hélices de 1,23 m, deux moteurs diesel Germaniawerft F46 de 6 cylindres en ligne de 1400 cv à 470 tr/min, produisant un total de 2 060 à 2 350 kW en surface et de deux moteurs électriques Allgemeine Elektricitäts-Gesellschaft GU 460/8–27 de 750 cv à 295 tr/min, produisant un total 550 kW, en plongée. Le sous-marin avait une vitesse en surface de 17,7 nœuds (32,8 km/h) et une vitesse de 7,6 nœuds (14,1 km/h) en plongée. Immergé, il avait un rayon d'action de 80 milles marins (150 km) à 4 nœuds (7,4 km/h; 4,6 milles par heure) et pouvait atteindre une profondeur de 230 m. En surface son rayon d'action était de 8500 milles nautiques (soit 15 700 km) à 10 nœuds (19 km/h).
L'U-1064 était équipé de cinq tubes lance-torpilles de 53,3 cm (quatre montés à l'avant et un à l'arrière) et embarquait quatorze torpilles. Il était équipé d'un canon de 8,8 cm SK C/35 (220 coups), d'un canon antiaérien de 20 mm Flak C30 en affût antiaérien et d'un canon 37 mm Flak M/42 qui tire à 15 350 mètres avec une cadence théorique de 50 coups par minute. Il pouvait transporter 26 mines TMA ou 39 mines TMB. Son équipage comprenait 4 officiers et 40 à 56 sous-mariniers.

## Historique
Il suit sa période d'entraînement initial à la 5. Unterseebootsflottille jusqu'au 31 janvier 1945, puis rejoint son unité de combat dans la 11. Unterseebootsflottille.
Sa première patrouille est précédée de plusieurs courts trajets de Kiel à Kalundborg, à Horten puis à Bergen. Elle commence le 7 février 1945 au départ de Bergen pour la Manche. Le 21 février 1945, l'U-1064 attaque le convoi UR-155, au nord-est de Larne. Ce dernier se compose de six bâtiments marchands sans escorte. L'U-1064 signale trois bâtiments coulés, un navire un islandais étant envoyé par le fond. À partir du 22 février 1945, il patrouille en mer d'Irlande et à partir du 9 mars 1945 il fait fonction de station météorologique pendant deux semaines. Durant les mois de février et mars 1945, quelques hommes d'équipage souffrent d'un empoisonnement au monoxyde de carbone à cause d'un mauvais fonctionnement du Schnorchel. Après 62 jours en mer, l'U-1064 atteint Trondheim le 9 avril 1945. Il ne fait plus aucune patrouille.
L'U-1064 se rend aux forces alliées le 9 mai 1945 à Trondheim, en Norvège. Sous pavillon britannique, il est transféré à Loch Ryan le 29 mai, où il est mis à disposition pour l'opération Deadlight de destruction massive des U-Boote.
En décembre 1945, la Tripartite Naval Commission (en) remet l'U-1064 à la Marine soviétique comme prise de guerre. Il échappe donc à la destruction. 
Le 6 décembre 1945, il arrive à Libau en Lettonie. Il est renommé N-24 et sert dans la Flotte de la Baltique.
Le 9 juin 1949, il devient le S-83.
Le 29 décembre 1955, il est mis en réserve et sert de station d'entraînement au tir de torpilles (PZS-33) à partir du 18 janvier 1956.
À partir du 1er juin 1957, il est utilisé comme ponton et est mis à la ferraille le 12 mars 1974.

## Affectations
- 5. Unterseebootsflottille du 29 juillet 1944 au 31 janvier 1945 (Période de formation).
- 11. Unterseebootsflottille du 1er février 1945 au 8 mai 1945 (Unité combattante).

## Commandement
- Korvettenkapitän Hermann Schneidewind du 29 juillet 1944 au 9 mai 1945 (Croix allemande).

## Patrouille(s)
|       | Commandant                        | Départ          | Départ     | Arrivée         | Arrivée    | Jours    | Succès  |
| ----- | --------------------------------- | --------------- | ---------- | --------------- | ---------- | -------- | ------- |
|       | KrvKpt. Karl-Hermann Schneidewind | 16 janvier 1945 | Kiel       | 17 janvier 1945 | Kalundborg | 2 jours  |         |
|       | KrvKpt. Karl-Hermann Schneidewind | 22 janvier 1945 | Kalundborg | 23 janvier 1945 | Horten     | 2 jours  |         |
|       | KrvKpt. Karl-Hermann Schneidewind | 29 janvier 1945 | Horten     | 2 février 1945  | Bergen     | 5 jours  |         |
| 1     | KrvKpt. Karl-Hermann Schneidewind | 7 février 1945  | Bergen     | 9 avril 1945    | Trondheim  | 62 jours | 1 564   |
| Total | Total                             | Total           | Total      | Total           | Total      | 71 jours | 1 564 t |

Note : KrvKpt. = Korvettenkapitän

## Navires coulés
L'U-1064 a coulé 1 navire marchand de 1 564 tonneaux au cours de l'unique patrouille (71 jours en mer) qu'il effectua.
| Date            | Nom       | Nationalité | Tonnage | Convoi | Fait  | Localisation        |
| --------------- | --------- | ----------- | ------- | ------ | ----- | ------------------- |
| 21 février 1945 | Dettifoss | Islande     | 1 564   | UR-155 | Coulé | 55° 03′ N, 5° 29′ E |